# Sistema de cambio local

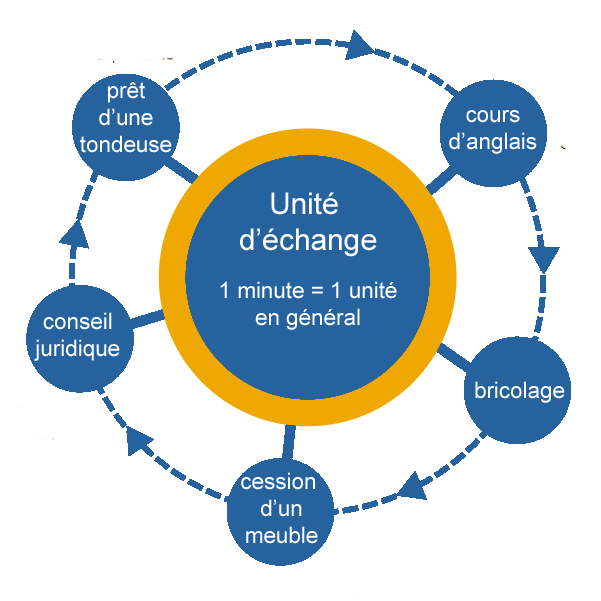
Los intercambios locales se los mensura a través de cierta unidad, a efectos de que no todos ellos sean considerados como equivalentes unos respecto de otros; es así como se introduce la diferenciación de lo que se intercambia por importancia o precio (generalmente, como unidad se adopta una unidad de tiempo: el minuto, para así medir el esfuerzo invertido por cada quien en producir cada cosa intercambiada o que se ofrece para intercambiar); autor de la imagen: Ninon Loire.

Un sistema de cambio local, o sistema monetario local, o sistema de intercambio local, o sistema de intercambio comercial o sistema de intercambio comunitario (Local Exchange Trading Systems o LETS en inglés ; Système d'échange local o SEL en francés), es una red local de intercambios sin específico ánimo de lucro, en la cual los bienes y servicios pueden mercadearse, sin necesidad de utilizar una moneda de curso legal como el euro, el dólar, o la libra esterlina, etc.
Los sistemas de cambios locales usan un crédito local sin intereses, así que no es necesario hacer intercambios directos. Por ejemplo, un miembro puede conseguir un crédito haciendo de niñera o de ayudante doméstico para otra persona, y más tarde podrá utilizarlo para por ejemplo obtener un servicio o un producto de carpintería con otra persona de la misma red. En los sistemas de intercambios locales, no se ofrecen billetes o monedas, pues en su lugar las transacciones se recogen en una localización central abierta a cualquier miembro. Como el crédito es ofrecido por los propios miembros de la red en beneficio de ellos mismos, a los sistemas de intercambios locales se los considera como un sistema de crédito mutualista.
Además, al no aplicarse un sistema tan injusto como el cobro de intereses o de algún otro tipo de recargo, que por otra parte en muchos casos suele ser acumulativo con el paso del tiempo, estos sistemas no conocen el fenómeno de la inflación, o sea, al pasar los meses y los años, quienes tienen créditos no utilizados no suelen resultar afectados significativamente por la depreciación de los mismos en cuanto a sus opciones en los intercambios (en efecto, y salvo mejoras de las tecnologías aplicadas, o importantes cambios de los rendimientos, o secuelas derivadas de procesos de abundancia y/o escasez, el potencial de cambio de quienes tienen créditos no utilizados, no varía significativamente de un año a otro).

## Historia
El término "Local Exchange Trading System" fue acuñado por Michael Linton en 1983, quien puso en práctica el primer sistema de intercambio local en la Columbia Británica (Canadá). Entonces Linton quería ayudar a la gente de esta región afectados por el desempleo, y diseñó este sistema como un complemento de la economía en la moneda nacional, la que por cierto proponía mantener como una opción.
La experiencia fue bastante positiva, a pesar de la reticencia de algunos actores importantes de la región, y se aplicó durante cinco años antes de detenerse, como resultado de problemas internos, de cierta excesiva burocracia, y también de falta de transparencia, lo que condujo a cierta pérdida de confianza de los propios usuarios.

No obstante, el modelo se expandió a otros países, sobre todo Reino Unido, Australia, Francia (donde se denomina “SEL” –Systèmes d’Échanges Locaux–) y Alemania (donde se denomina “Tauschring”). En general, el crecimiento de los sistemas de intercambio locales ha sido lento, adaptándose progresivamente a Internet y a las posibilidades de interconexión de las diferentes redes entre sí. Actualmente hay varias plataformas para desarrollar sistemas de intercambio en Internet, como por ejemplo ‘Community Exchange System’ o ‘IntegralCES’.

## Criterios de textualidad
Para que un sistema pueda pueda ser considerado como un LET, se entiende que debe regirse por los siguientes principios:
- Coste y aplicabilidad del servicio: desde la comunidad, y para la comunidad.
- Consentimiento: no hay obligación de comerciar.
- Transparencia: la información sobre los balances personales (saldos) está disponible para todos los miembros.
- Equivalencia: debe haber equivalencia con la moneda de curso legal.
- Interés: los créditos no generan ni cargan interés.

De estos criterios, la "equivalencia" es el más controvertido. En efecto, según una encuesta de 1996 realizada por “LetsLink Reino Unido”, solamente el 13% de los sistemas de intercambio local lo utilizan regularmente.